# Ollo
Ollo è un comune spagnolo di 276 abitanti situato nella comunità autonoma della Navarra.